# Torontálsziget
Torontálsziget (szerbül Сакуле / Sakule) település Szerbiában, a Vajdaságban, a Dél-bánsági körzetben, Ópáva községben.

## Fekvése
Pancsovától északnyugatra, Torontáludvar és Baranda közt fekvő település.

## Története
Torontálsziget helyén már a középkorban is állhatott település, amit a határbeli Truntály nevű területen ásás és szántás alkalmával talált középkori pénzek és rommaradványok is igazolnak, azonban okleveles adatok nem maradtak fenn.
E helység a török hódoltság végén már megvolt, és az 1717. évi összeírásban, Szakugla néven, a pancsovai kerületben, a lakott helyek között szerepel 12 házzal, és jelölve van az 1723-1725-ös gróf Mercy-féle térképen is.
1767-től a német bánsági Határőrvidékhez tartozott és a 12. számú német-bánsági határőrezred egyik századának székhelye volt.
Az 1775-1778-as években a kikindai kiváltságos kerületből több család is letelepedett itt.
1872-ben, a Határőrvidék feloszlatása után, Torontál vármegyéhez csatolták. A mai Torontálsziget nevet 1888-ban kapta.
1910-ben 2917 lakosából 96 magyar, 322 német, 2435 szerb volt. Ebből 363 római katolikus, 54 evangélikus, 2431 görögkeleti ortodox volt.
A trianoni békeszerződés előtt Torontál vármegye Antalfalvai járásához tartozott.

## Népesség

### Demográfiai változások
| 1948 | 1953 | 1961 | 1971 | 1981 | 1991 | 2002 | 2011 |
| ---- | ---- | ---- | ---- | ---- | ---- | ---- | ---- |
| 2908 | 2822 | 2725 | 2525 | 2280 | 2200 | 2048 | 1847 |

## Nevezetességek
- Görögkeleti temploma - 1844-ben épült

## Jegyzetek

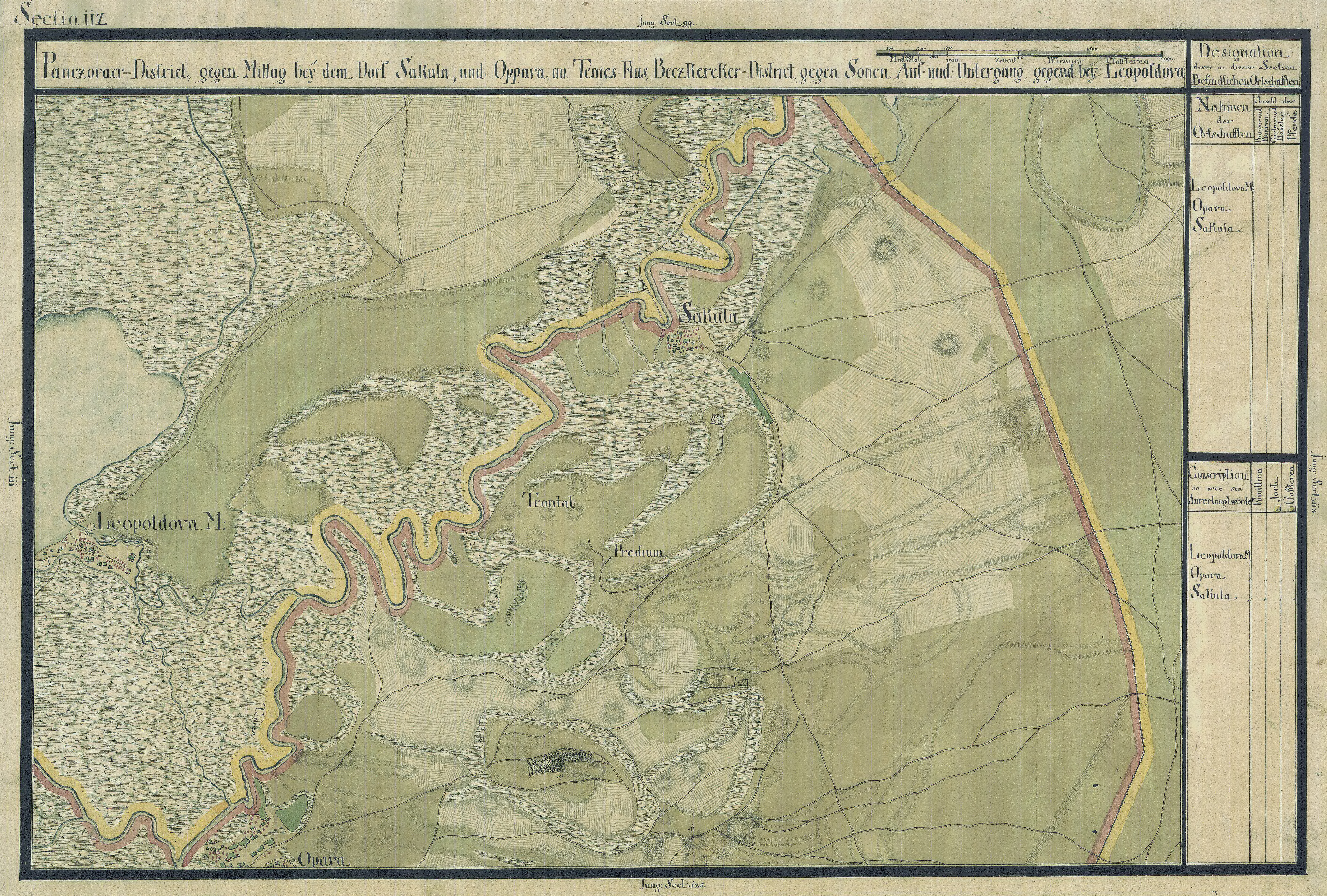
Torontálsziget egy régi térképen